# Oberer Muschelkalk

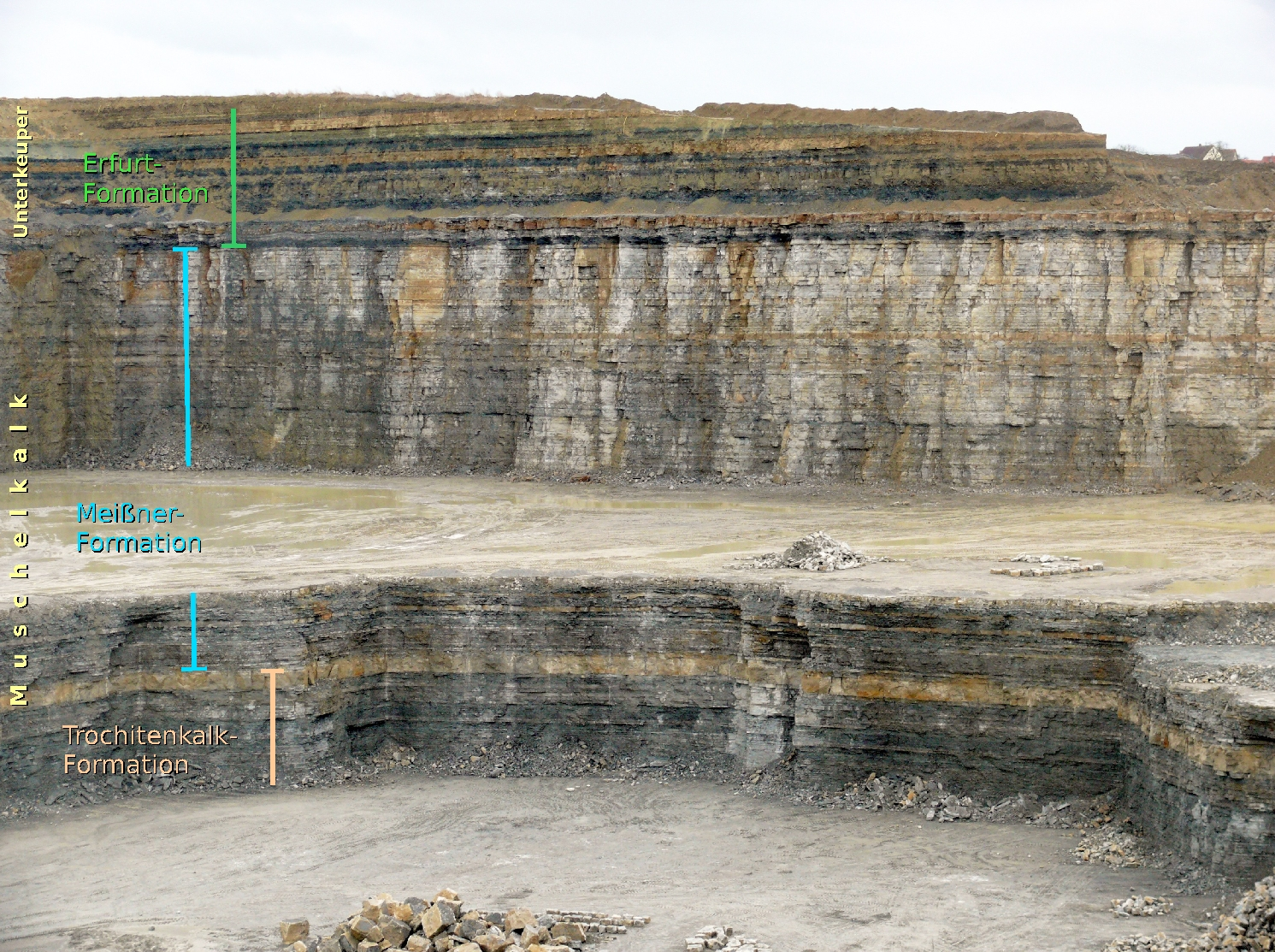
Oberer Muschelkalk und Unterkeuper, Steinbruch bei Crailsheim

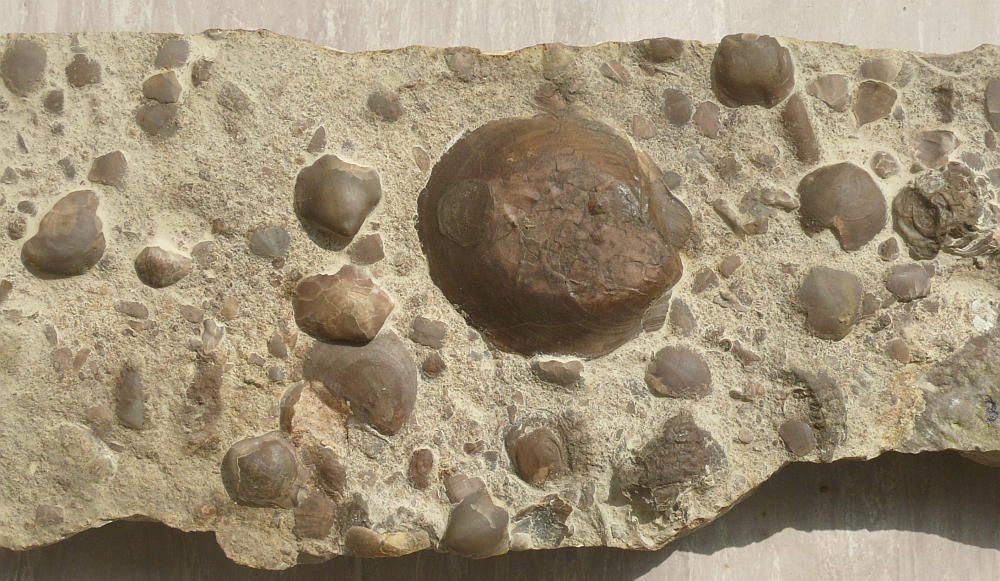
Grabgemeinschaft u. a. von Pleuronectites laevigatus, Coenothyris vulgaris, Entolium discites (Schill aus einzelnen Klappen und zerbrochenen Schalen) aus dem Trochitenkalk

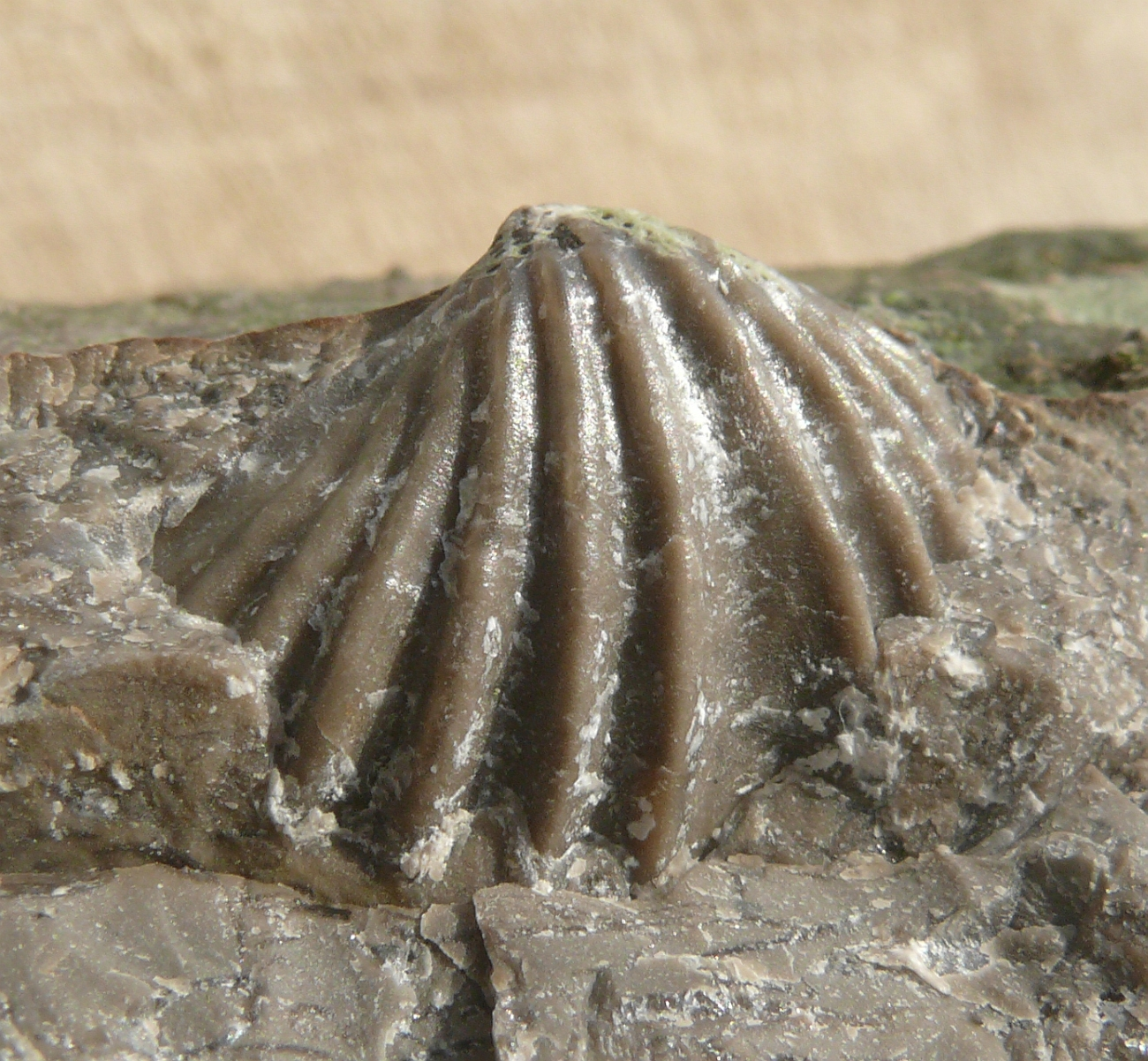
Der Armfüßer Punctospirella (Spiriferina) fragilis wanderte nur unter günstigen Bedingungen ins Germanische Becken ein, hier an der Oberfläche der Spiriferinabank des Oberen Muschelkalks.

Der Obere Muschelkalk ist eine lithostratigraphische Untergruppe des Muschelkalks der Germanischen Trias. Die lithostratigraphische Einheit wird von der Mittleren Muschelkalk-Untergruppe unterlagert und vom Keuper überlagert. Die Ablagerungen des Oberen Muschelkalks dokumentieren vollmarine Verhältnisse und Verbindungen zum Tethys-Ozean. In den östlichen Randbereichen wurden kalkreiche Sandsteine sedimentiert.

## Definition
Die Untergrenze des Oberen Muschelkalks ist durch das Einsetzen der Trochitenkalk-Formation definiert. Die Obergrenze bildet das Einsetzen der Erfurt-Formation, deren Untergrenze durch das Grenzbonebed definiert ist. Die Untergrenze des Oberen Muschelkalk wird biostratigraphisch in das Obere Anisium gestellt, die Obergrenze liegt im unteren Ladinium. Aufgrund der endemischen Fauna im Bereich der Germanischen Trias fällt eine präzise biostratigraphische Korrelation mit der alpinen Trias schwer. Funde einzelner Ammoniten aus dem Tethys-Raum deuten auf eine Lage der Untergrenze des Ladiniums oberhalb der Spinosus Zone hin, welche in Süddeutschland innerhalb der Meißner-Formation liegt. Die Untergrenze des Ladiniums wird aktuell bei 242 Millionen Jahren gezogen.

## Gliederung
Der Obere Muschelkalk wird in Deutschland in neun lithostratigraphische Formationen gegliedert. Die neun Formationen liegen jedoch meist nicht aufeinander, sondern vertreten sich regional:
- Trochitenkalk-Formation,
- Meißner-Formation,
- Warburg-Formation,
- Quaderkalk-Formation,
- Rottweil-Formation
- Schengen-Formation
- Irrel-Formation
- Gilsdorf-Formation
- Grafenwöhr-Formation, kieselige, feldspatreiche oder karbonatische Quarzsandsteine am östlichen Beckenrand. Sie zieht sich vom Mittleren Muschelkalk bis in den Unterkeuper.

## Ablagerungsraum
Die Gesteine des Oberen Muschelkalk enthalten eine arten- und individuenreiche Fauna, die vollmarine Bedingungen anzeigen. Lediglich die Rottweil-Formation, die am Top des Oberen Muschelkalks und nur am südlichen Beckenrand ausgebildet ist, enthält Algenlaminite und Faunen, die wieder euryhaline Bedingungen anzeigen, d. h., dass die Faunen sehr tolerant gegen Salzgehaltschwankungen waren. Irrel- und Gilsdorf-Formation bezeichnen Gesteine des westlichen Beckenrandes. Die Schengen-Formation und Quaderkalk-Formation sind Gesteine der Siercker Schwelle (Saarland) und einer Schwelle in Franken.